# 藤木工务店
藤木工务店成立于1920年，是一家位于日本大阪府大阪市中央区的建筑公司，主要从事民间建筑工程。
创始人藤木正一曾在山本鑑之進工務店工作，之后继承了其事业，得到了辰野金吾等人的支持和帮助。公司早期承建了日本銀行冈山支店和第一合同銀行倉敷支店等建筑工程，在银行建筑领域具有丰富的经验和声誉。
二战后，公司专注于文化遗产的修复和改建，如舊金毘羅大芝居、旧山邑家住宅、孫文紀念館等，在医疗机构和福利设施领域也有着丰富的业绩。公司于1936年成为株式会社，1994年上市，但在建筑工程的成本问题等原因下，于2002年申请适用民事再生法，并于2006年完成了民事再生手续。

## 出版书籍
- 藤木工務店 《藤木工務店70年史》 1992年3月。